# 한국일 (1958년)
한국일(1958년 1월 5일 ~ )은 대한민국의 배우이자, 무술가이다.

## 생애
대한민국의 무술인으로서, 공중 7단차기의 기록 보유자라고 한다. 이후 1980년 《평양맨발》로 영화 데뷔하였으므로, 현재 세계 다문화 공동체의 이사장으로 역임하였다.

## 출연작
- 1980년 《평양맨발》
- 1981년 《돌아온 용쟁호투》
- 1986년 《겁없는 아이》 ... 한강욱 역
- 1989년 《변태의 계절》
- 1996년 《카리스마》... 강지훈 역, 각색, 무술감독
- 2001년 《천사일》